# Taurean Green
Taurean James Green (ur. 28 listopada 1986 w Boca Raton) – amerykański koszykarz, występujący na pozycji rozgrywającego, posiadający także gruzińskie obywatelstwo, reprezentant tego kraju, obecnie zawodnik Arged BM Slam Stali Ostrów Wielkopolski.
Przez lata występował w letniej lidze NBA. Reprezentował Portland Trail Blazers (2007), Denver Nuggets (2008), Chicago Bulls (2009), Brooklyn Nets (2012).
7 lipca 2020 dołączył do Arged BM Slam Stali Ostrów Wielkopolski.

## Osiągnięcia
Stan na 7 maja 2021, na podstawie, o ile nie zaznaczono inaczej.
NCAA
- Mistrz:
  - NCAA (2006, 2007)
  - turnieju konferencji Southeastern (SEC – 2005–2007)
  - sezonu regularnego SEC (2007)
- Uczestnik II rundy turnieju NCAA (2005–2007)
- MVP turnieju:
  - konferencji SEC (2006)[6]
  - Coaches vs. Classic (2006)
- Zaliczony do:
  - I składu turnieju:
    - NCAA Final Four (2006 przez Associated Press)[7]
    - SEC (2006, 2007)
    - Coaches vs. Classic (2006)

  - II składu SEC (2006, 2007)
- Lider SEC w:
  - liczbie:
    - asyst (2006 – 184)
    - rzutów wolnych (2006 – 171)

  - skuteczności rzutów wolnych (2007 – 84,9%)

Drużynowe
- Mistrz:
  - Polski (2021)[8]
  - Francji (2014)
- Wicemistrz FIBA Europe Cup (2021)[9]
- Finalista Superpucharu Hiszpanii (2008)

Indywidualne
(* – nagrody przyznane przez portal eurobasket.com)
- MVP finałów PRO A (2014)*
- Najlepszy zawodnik występujący na pozycji obronnej II ligi włoskiej (2013)*
- Zaliczony do*:
  - I składu:
    - II ligi włoskiej (2013)
    - najlepszych zawodników zagranicznych II ligi włoskiej (2013)

  - składu honorable mention ligi francuskiej (2014)
- Uczestnik meczu gwiazd ligi:
  - francuskiej LNB Pro A (2014)
  - greckiej (2010)

Reprezentacja
- Uczestnik kwalifikacji do Eurobasketu (2010/2011)